# Anadenobolus excisus
Anadenobolus excisus är en mångfotingart som först beskrevs av Karsch 1881.  Anadenobolus excisus ingår i släktet Anadenobolus och familjen Rhinocricidae. Inga underarter finns listade i Catalogue of Life.